# Maison De Margriet
La maison De Margriet (en néerlandais : Hoekhuis ou Huis De Margriet signifiant Maison La Marguerite) est un immeuble réalisé par Jules Hofman en 1900 dans le style Art nouveau à Anvers en Belgique (région flamande).

## Histoire
La maison a été construite pour la Naamlooze Maatschappij voor het Bouwen van Burgershuizen in het Oostkwartier, société anonyme pour la construction d'habitations au quartier est (d'Anvers).
La maison est classée et reprise sur la liste des monuments historiques de Berchem depuis le 11 avril 1984.

## Situation
Cette maison se situe au coin de Waterloostraat (no 2) et de Transvaalstraat, deux artères résidentielles du quartier de Zurenborg à Berchem au sud-est d'Anvers comptant de nombreuses autres réalisations de style Art nouveau.

## Description
Cet immeuble de coin possède trois façades. Les façades latérales donnant sur Transvaalstraat et Waterloostraa  comptent respectivement et initialement une et deux travée(s). Une porte d'entrée a été ajoutée Waterloostraat sur une extension en 1912. La façade centrale à trois orientations donne sur un jardinet arboré entouré d'un muret. La maison est bâtie en brique rouge et est rythmée par des bandeaux de pierre de taille.
Les façades latérales comportent chacune un panneau semi-circulaire de céramiques représentant des marguerites sous un arc en plein cintre formé de briques rouges et blanches en alternance. La façade de Waterloostraat compte un second panneau de céramiques plus petit faisant figurer une demi marguerite à la façon d'un coucher de soleil.

## Source
- (nl) https://inventaris.onroerenderfgoed.be/erfgoedobjecten/11151

## Photos
- Photos de la maison De Margriet sur l'inventaire du patrimoine